# بروتينات فلورية خضراء

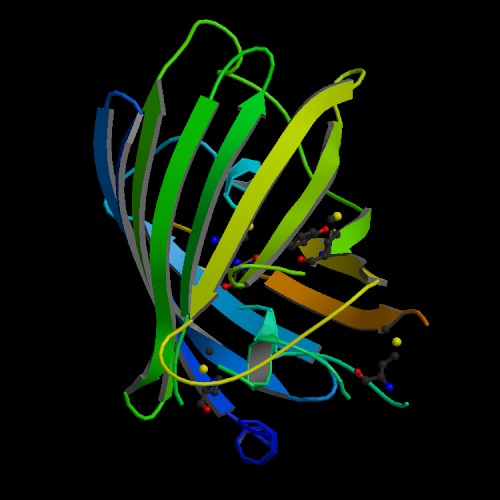
هيكل بروتين فلوري أخضر.

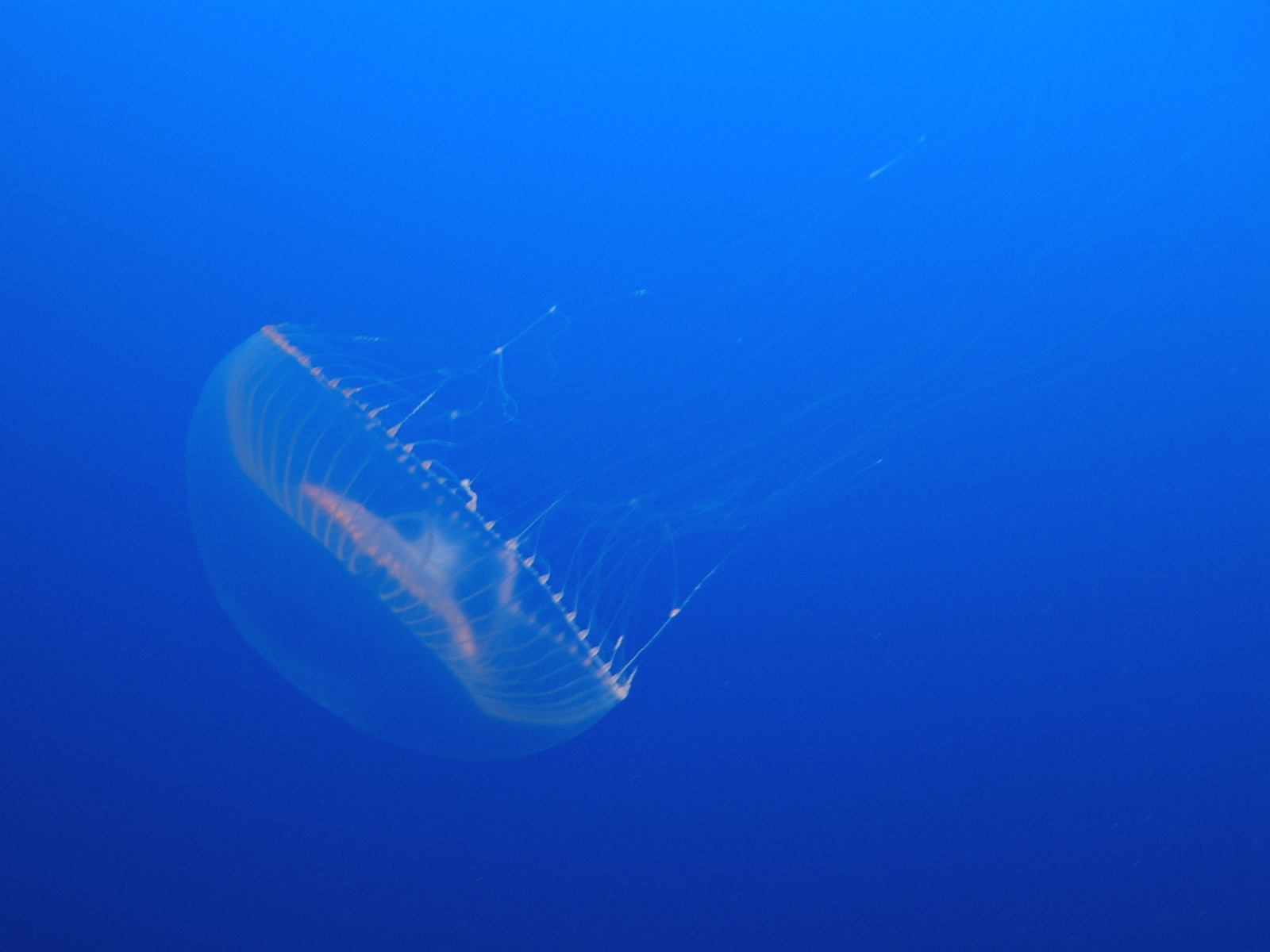
قنديل البحر إيكووريا فيكتوريا.

البروتينات الفلورية الخضراء (بالإنجليزية:Green fluorescent protein) أو اختصارا (GFP) هي بروتينات تتكون من 238 حمض أميني (26.9　وحدة كتل ذرية) والتي تشع بلون أخضر فلوري عند تعرضها لضوء أزرق اللون. تتواجد هذه المادة في الكثير من الأحياء البحرية وبشكل خاص في قنديل البحر من نوع إيكووريا فكتوريا. للبروتين الفلوري الأخضر المعزول من قنديل البحر إيكووريا فيكتوريا ذروة إصدار عند طول موجة قدره 509 نانومتر، وهو يعادل تقريبا طول موجة الضوء الأخضر في الطيف المرئي. أصبحت البروتينات الفلورية الخضراء من أهم المواد المستخدمة في مجالات العلوم الحيوية الحديثة، حيث تستخدم لمراقبة عمليات نمو الخلايا العصبية في المخ، وكيفية انتشار الخلايا السرطانية.

## تاريخ
استخلص البروتين الأخضر المشع ودرست خصائصه للمرة الأولى في ستينات وسبعينات القرن العشرين على يد عالم الأحياء البحرية أوسامو شيمومورا، والذي لاحظ أن هذا الصنف من قناديل البحر يشع بلون أزرق ثم يعطى بعد ذلك توهجاً أخضر اللون، لذا حاول عزل المادة التي ظن أنها ترتبط بتلك الخاصية المميزة في ذلك الحيوان البحري.
وقام شيمومورا بجمع عشرات الآلاف من هذا الصنف من قناديل البحر، وقد نجح في عزل تلك المادة في العام 1962، حيث ُأطلق عليها لاحقاً اسم البروتين الأخضر المشع. إلا أنه لم يبدأ بإدراك أهميتها كأداة في علم الأحياء الخلوي حتى عام التسعينات من القرن العشرين. حيث قام مارتن تشالفي بنشر كود البروتين الأخضر المشع في خلايا الإشريكية القولونية والربداء الرشيقة.
حصل القائمون على مجموعة أبحاث تتعلق بالمادة على جائزة نوبل في الكيمياء في عامل 2008 وهم، اوسامو شيمومورا، مارتن تشالفي وروجر تسيان.

## اقرأ أيضاً
- ضوء بارد
- فحص برادفورد للبروتين
- قائمة المنابع الضوئية
- ضيائية حيوية
- ضيائية فسفورية
- بحر محترق
- حشرات مضيئة
- نسبة كفاءة البروتين